# Fala detonacyjna
Fala detonacyjna - jest to fala uderzeniowa o stałej prędkości z równoczesnym wystąpieniem w materiale wybuchowym fali uderzeniowej i wywołanej przez nią reakcji chemicznej, z której wychodzące ciepło wyrównuje ubytki energii, które powstały podczas sprężania ośrodka, a po wyjściu z ładunku przechodzi w falę uderzeniową w otaczającym ośrodku.
Do jej parametrów zalicza się prędkość, prędkość przemieszczania się produktów detonacji, ciśnienie, gęstość i temperaturę.